# 奥田敦
奥田敦（日语：奥田 敦 / おくだ あつし，1960年—）是日本的法学家、穆斯林、中央大学法学博士。他专攻伊斯兰教法相关领域。

## 个人经历
- 1960年出生于神奈川县相模原市[1]。
- 1979年毕业于神奈川县立厚木高等学校。
- 1984年毕业于中央大学法学部法律学科。
- 1986年于中央大学法学研究科取得硕士学位，专攻英美法系。
- 1990年于中央大学法学研究科博士后期课程民事法专攻退学。同年在国际大学执教，任国际大学中东研究所专任研究员。
- 1993年至1999年期间，于叙利亚阿勒颇大学阿拉伯传统科学研究所担任客座研究员。
- 1999年至2005年期间，于庆应义塾大学总和政策学部担任副教授。
- 2005年于庆应义塾大学总和政策学部升任教授，并取得中央大学法学博士学位。

## 丑闻
2017年，据《周刊新潮》报道，他与女大学生发生了违反伦理道德的关系。

## 著作列表

### 个人作品
- 、慶應義塾大学出版会（日语：慶應義塾大学出版会）、2005年　ISBN 4-7664-1194-3

### 编纂
- 、奥田敦・中田考（日语：中田考）編、丸善出版（日语：丸善出版）、2011年

### 译书
- 、慶應義塾大学出版会、2003年　ISBN 4-7664-1004-1
- 、慶応義塾大学出版会、2000年 ISBN 4-7664-0820-9

## 脚注
1. ↑  総会記念講演「中東よもやま話イスラームから学ぶ」 講師　奥田　敦慶大教授 （页面存档备份，存于）学員会相模原支部 白門会 - 中央大学学員会
2. ↑  慶応大教授が女子大生を「洗脳」不倫　“先生とだったら世界征服も” （页面存档备份，存于）　週刊新潮 2017年9月14日
3. ↑  慶応大「洗脳不倫」教授、10年以上前から　大学が放置し続けた“ハーレムゼミ” （页面存档备份，存于）　週刊新潮 2017年9月21日